# 華沙猶太區
華沙猶太區（Warsaw Ghetto）(德语: Warschauer Ghetto，官方用语：Jüdischer Wohnbezirk in Warschau，“华沙的犹太住宅区”; 波兰语: getto warszawskie）是第二次世界大战期间欧洲最大的犹太人聚集区。它成立于1940年10月至11月16日之间，位于纳粹德国占领的波兰境内，最多超过46万犹太公民居住在3.4平方公里（1.3平方英里）以内的区域，平均每个房间容纳9.2个人，仅靠微薄的口粮维持生计。
華沙猶太區的死亡人數來自於滅絕營，華沙猶太區起義，估計至少有30萬人死亡
。至少有254,000位居民在1942年夏天被送往特雷布林卡滅絕營。
纳粹德国推行“华沙大行动”计划，欺骗犹太人前往波兰东部接受安置，但实际上却是带他们走向纳粹集中营或屠杀中心。1942年整个夏季，至少有25,400名来自华沙犹太区的市民被送往特雷布林卡集中营。1943年5月，由于犹太人的起义成功使输送计划延误，德国人因此派遣军队摧毁了犹太区。据估计，犹太区总计至少300,000人被子弹或者毒气杀害，至少有92,000名居民忍受饥饿或疾病，以及在华沙犹太区起义、犹太区被摧毁时伤亡。

## 背景
第二次世界大战前，大部分波兰犹太人住在穆拉诺夫区、沃拉区和旧普拉加区的商业地段，而90%以上的天主教徒的住处则远离商业中心。犹太人在本地社群中有着最核心的地位，在穆拉诺夫区88%的居民都是犹太人。根据1931年人口普查，华沙西岸32.7%的人口、东岸14.9%的人口均为犹太人，人口总数332,938。三十年代，由于大萧条，很多犹太人离开了华沙。由民族主义“endecja”政党领导的后毕苏斯基波兰政府，推动反犹立法、抵制犹太商人，准备给犹太人施加压力。1938 年，波兰首都的犹太人口估计为270,000人。
华沙的围困直到1939年9月29日才解除。仅9月10日一天，德国空军就在华沙投下17枚炸弹。三天以后，50架德国飞机攻击市中心，主要针对沃拉区和若利博日区。约30,000人遇难，10%的城市化为废墟。

## 犹太区的建立
自第三帝国发动九月行动以来，成千上万的难民从德国-波兰前线涌入内地，首都华沙附近的犹太居民也急剧增加。不到一年的时间，华沙市的难民就超过了9万人。1939年10月2日，阿道夫·希特勒在德国占领的波兰中心地带组建了新的波兰总督府，任命了一只共二十四人组成的华沙犹太人委员会，由完全听命于德国人的亚当·切尔尼雅库夫领导。10月26日，犹太人被强制征为劳工，负责清理炸弹造成的断井颓垣，以及其它繁重的体力活。11月20日，波兰犹太人的银行账户与任何超过2,000兹罗提的存款都被冻结。11月23日，所有犹太人活动的场所均被要求于门口与窗玻璃上展示大卫之星。且总督府规定，从12月1日起，所有十岁以上的犹太人必须佩戴印有大卫之星的白色袖章；从12月11日起，不允许犹太人乘坐交通工具。1940年1月26日，总督府宣称“为了防止传染病的流行”，犹太人被禁止举办集体祈祷。此外，德国人引入了粮票制度，针对华沙附近所有的犹太团体的清算行动愈演愈烈。在这一年，首都的犹太人数量最多达到了359,827人。
在华沙区总督路德维希·费雪的命令下，1940年4月1日开始围绕主要由犹太人居住的华沙地带建造华沙犹太区，这项工作由华沙的犹太人委员会负责。纳粹当局驱逐了113,000名本地波兰人，又命令138,000名居住在近郊的犹太人迁往市中心。1940年10月16日，由汉斯·法郎克领导的总督府宣布犹太区正式成立。最初，犹太区的人口达到450,000名，他们在约307公顷的地方生活（约3.07km2）。在大屠杀开始以前，被囚禁起来的犹太人数量介乎375,000到400,000人之间（约占首都30%人口），而他们居住的地区只占整个大都会地区的2.4%。
1940年11月5日，德国人关闭了犹太区通往外界的出口。他们建造了3米高的围墙，上面布满了铁丝网，逃跑者将被警察就地处决。来自61营的德国警察常常大批射杀隔都围栏内的囚犯，然后举办胜利派对。由于德国人的不断紧缩，隔都的边界一直在变动，而面积越来越小；传染病的爆发，大规模饥饿以及定期的屠杀而导致被俘人口减少。
犹太区沿克罗德那街道分为两边，但街道本身不被囊括进任何一边，因为它是唯一一条沟通东西华沙的大道。东南边的部分被称为“小隔都”，它北边的部分被称为“大隔都”，两个区域在Chłodna与Żelazna街的交汇处相连，人们通过一扇特制的门进入另一边。1942年1月，这扇门被拆除以后，人们从一架木制的人行天桥上进入彼端。战后这座木桥保留了下来，成为一处象征战争的纪念碑。

## 犹太区的管理
费雪任命突击队旗队领袖指挥官瓦尔德马尔·舍恩（Waldemar Schön）为华沙犹太区首任长官，曾在1940年的首次犹太人安置行动中负责。他是一位“消耗主义者”，因1941年的“人造饥荒”而闻名。舍恩掐断了通向犹太区的所有食物供给，在党卫军高层中引起轩然大波。1941年3月，他被法郎克本人解职，该职位由“生产者”海因茨·奥尔斯瓦尔德专员接任，任职到1942年11月结束。
就像德占波兰境内的其它犹太区一样，德国人将内部犹太事务交予犹太长老委员会管理，由最年长的长老领导。在华沙，这个领导者的角色被交给了亚当·切尔尼亚科夫，他选择与纳粹合作，希望能挽救一些生命。
亚当·切尔尼亚科夫在他洋洋洒洒的九本日记中叙述着他的悲惨经历。1942年7月，当德国人命令他上调被驱逐出境的人数时，他自杀了。

切尔尼亚科夫与德国占领政策的合作是大多数欧洲犹太人对纳粹主义态度的典范。但同样身为犹太长老委员会主席，管理罗兹隔都的柴姆·拉姆科夫斯基的表现更加糟糕。拉姆科夫斯基遵循的党卫队政策是系统性地反犹。
切尔尼亚科夫1939年10月初稿；组织华沙犹太委员会只是对传统Kehilla部门的翻版：官署、福利、拉比、教育、公墓、税务局、会计部、重要的统计数据……但Kehilla是一种非常规机构。纵观沙皇俄国历史，它同样是一种国家工具，受命在犹太社群内贯彻来自中央的诸政策，尽管这些政策常常带有明显针对犹太人的深刻敌意。 ——露西·达维多维奇，《对犹太人的战争》
长老会在内部得到犹太区警察的支持。1940年9月底，一只由3,000人组成的，准备施行德国特别规定，特别是1941年以后，当华沙难民与被流放者的数量达到150,000人（或首都地区全部犹太人口的1/3）。

### 隔都的天主教徒与波兰人
1940年1月，隔都内大概有1,540位天主教徒和221位怀有其它基督教信仰的公民（包括业已皈依犹太教的人）。据统计，隔都封闭时大约有2,000名基督徒，这个数目最终增长至约5,000人。许多人有着波兰民族的身份认同，但根据德国纳粹党制订的标准却被当作是犹太民族。
隔都里分布着三座教堂：诸圣堂、圣奥古斯丁教堂和圣母玛利亚诞生教堂。诸圣堂允许隔都的犹太基督徒前来参拜。大战前，堂区神父马塞利·戈德莱夫斯基(Marceli Godlewski)与Endecja和反犹活动关系紧密，而在当时已经转而积极帮助犹太人。在教区的牧师长住所，神父秘密收留了许多人并帮助他们逃走，包括 Ludwik Hirszfeld、Louis-Christophe Zaleski-Zamenhof 和 Wanda Zamenhof-Zaleska。基于他的英勇行为，他于2009年被追授国际正义奖章。

## 居民生存状况
纳粹党官员意图彻底扫除犹太区内的人口，他们限制口粮与药物补给，制造饥饿让人们生病。1941年，德国人每天为每位犹太人供给的食品热量只有184卡路里，相比之下，非犹太裔的波兰人能得到热量共计699卡路里的食品，而德国人能得到热量共计2,613卡路里的食品。8月，供给量被进一步缩小至每人177卡路里。德国当局提供的这些微薄食物一般是干面包、面粉与质量最次的土豆、去壳的谷物、萝卜，还提供少量黄油、糖和肉类，每月供给一次。结果黑市贸易进行得热火朝天，他们为贫民区提供80%的食品。此外，Joint设置了超过250家粥饮供应点，仅一餐就要提供100,000份饭菜。
居民不论男女老少均卷入走私和非法贸易中，一些私人工厂开始秘密生产，产品走私给另一边的“雅利安”城市。食品一般由儿童单独走私，他们想尽办法翻过犹太区的围墙，有时候一天来回几次，带回来的货物甚至跟他们自己一样重。
失业导致的极度贫困是犹太区一个主要问题，对居民来说，走私带来的收入是维持生计的惟一来源，不然就得死于饥饿。相比之下，走私贩一般相对富有。
直到封锁第一年半，成千名波兰犹太人与一些来自小城镇、乡下的罗姆人被带进犹太区，许多人死于斑疹伤寒和饥饿，居民的总数并未出现太大变化。
面对几乎失控的饥荒与微薄的医疗供应，隔都内的一群犹太裔医生决定利用这个机会来研究饥饿对人体生理和心理带来的影响。对于犹太人面临的饥饿情况，华沙隔都饥饿研究仍是迄今最全面的研究之一。

## 教育与文化
尽管困难重重，华沙隔都内仍然保留着教育和文化活动，包括合法活动以及地下组织举办的活动。人们不但建造了医院、公共食堂、孤儿院、难民中心和一些公共娱乐场所，一个学校系统也被建立起来。部分学校的存在是非法的，它们以公共食堂作幌子开展教学。那儿有秘密图书馆，孩子们上课的班级，甚至还存在一个交响乐乐团。
犹太拉比、波兰阿格达斯·以色列(Agudath Israel)秘书长亚历山大·弗里德曼，是华沙隔都中的托拉领袖之一。他组织了一个地下的宗教学校网络——“一所男子Yesodei HaTorah学校，一所女子Bais Yaakov学校，一所初级犹太教学学校，以及三所高级犹太研究机构”。 这些学校以幼儿园、医疗中心和公共食堂的名义创办，收留了成千位难民儿童与青少年，有几百位老师。1941年，当德国人正式允许犹太委员会开办学校，这些学校便不再掩藏，开始招生并接受来自犹太官方的财政捐助。
以前的Femina电影院现在变成一家剧院。犹太交响乐团在很多地方表演，包括Femina。
以色列·古特曼(Israel Gutman)估计犹太区社会大约有20,000上流人士，他们要么在战前已经发家致富，要么就在封锁期间通过走私聚敛了财富。这些人群经常光顾高档餐馆、俱乐部与咖啡厅，与犹太区的整体经济水平形成鲜明对比。
另外一些群体——“富有的实业家、许多犹太委员会领导人、犹太警察、牟取暴利的走私者、夜总会老板和高端妓女”，提拉尔·马泽奥(Tilar Mazzeo)的研究估计，他们大约有10,000人。他们在超过六十家咖啡馆和夜总会里消磨时间，“在尸体中跳舞”。

## 军用物资制造
隔都与外界隔离不久后，首都出现了托本斯、舒尔茨等一众德国战争贩。最初，他们充当高级指挥部和犹太人管理的工厂之间的中介。到1942年春，总部位于Nowolipie 44街的刺绣部已经雇佣总计3,000名工人，他们负责为国防军制鞋，生产皮革制品、毛衣和短袜。

## 特雷布林卡集中营
1942年夏天纳粹党实施大规模驱逐以前，已经有大约100,000名居民死于饥饿及其所带来的疾病。1月20日，纳粹官员在于柏林附近举行的会议上讨论了针对犹太人的灭绝计划。

## 犹太区的起义与解体
1943年1月18日，距上次波兰犹太居民被驱逐近四个月后，德国人再次闯入犹太区，企图进一步集中居民。几小时内，约600名犹太人被枪杀、约5000名犹太人被撵出住所。然而，由于几百名携带了手枪与燃烧瓶的犹太人现身反抗，德国人的行动被迫中止。
自1942年秋，犹太人就已经开始为反抗做准备，华沙已然发生过犹太人持枪反抗的情况。起初，地下活跃的反抗组织犹太战斗组织(ŻOB)、犹太军事联盟 (ŻZW)取得了可观的成果，掌握了犹太区。他们在公路上摆放路障，平时躲在仓库里；他们还设置了数十个战斗岗，以阻止德国人前来驱逐。更进一步的是，他们处死了一些隶属通敌组织火炬队(ŻGW)的犹太人。一次由Von Sammern-Frankenegg发起的针对犹太区犹太地下组织的进攻也宣告失败，他因此于1943年4月17日被党卫军全国领袖海因里希·希姆莱解除职位并送上军事法庭。
德国人的最后一次袭击是1943年4月19日。犹太教逾越节当晚，几只规模上千的纳粹部队陆续开进犹太区。在最初几次受挫后，于尔根·斯特鲁普(Jürgen Stroop)指挥2000名党卫队士兵一个一个街区地焚烧或炸毁房屋建筑，包围他们捉到的居民甚至直接处决。主要的犹太反抗力量于4月28日熄灭。5月16日，随着于尔根亲手炸毁华沙大犹太教堂，纳粹党人的行动告一段落。根据官方报告，至少56,065名公民被杀害或流放至纳粹集中营（包括特雷布林卡集中营、波尼亚托瓦集中营、马伊达内克集中营、特拉弗尼基集中营），且犹太区后来被改造成华沙集中营。

## 遗迹
隔都在起义中几乎被夷平。然而，还是有部分街道与建筑保留了下来，它们主要在“小隔都”这一边，这块土地于1942年8月份被规划进入雅利安城市部分，因此并未卷入交火之中。
2008到2010年，华沙隔都边界标志沿着这个前犹太中心的边界划立，标识出1940-1943年犹太区的大门与后来跨过“雅利安”街道的人行天桥的位置，还有另外一些对于隔都居民比较重要的建筑。位于普罗日纳街7、9、12、14号的四栋建筑是1940到1941年华沙隔都犹太居民已知最好的原始建筑，战后一直维持着空旷。每年华沙犹太节，普罗日纳街就是节庆的焦点。2011到2013年，人们对7号和9号进行了大规模的翻新，它们已成为办公空间。
诺兹克犹太会堂(Nożyk Synagogue)是华沙惟一幸免于难的犹太教堂，因它曾被德国国防军用作马厩。教堂经过修复后，一度对外开放。
在西耶娜街55号、兹洛塔街62号和瓦利科夫街11号，有保留得最完整的隔都围墙片段。后两处地址的围墙战前就已修建。
人们修建了两处华沙隔都英雄纪念碑，分别在1946年、1948年揭幕，位于1943年4月19日德国军队进入隔都的地方。1988年，人们在斯塔基街建造了一座转运中心纪念馆(Umschlagplatz Monument)。
乌利卡·米拉街18号(Ulica Miła 18)曾是隔都起义期间犹太战斗组织(ŻOB)地下总部所在地，人们在战后修建了一个小型纪念馆。
2012年12月，一尊希特勒跪地祈祷的雕像被安放在隔都的一座庭院中，这是由意大利艺术家毛里齐奥·卡特兰(Maurizio Cattelan)创作的《他》(HIM)。结果人们的看法相当不同，作品引起了彼此之间的很大争议。许多人认为这是不必要的冒犯，其他人——例如波兰首席拉比迈克尔·舒德里奇，认为它“可能具有教育意义”。